# Apogonia strigosa
Apogonia strigosa är en skalbaggsart som beskrevs av Kobayashi 2008. Apogonia strigosa ingår i släktet Apogonia och familjen Melolonthidae. Inga underarter finns listade i Catalogue of Life.